# Hiroshi Ninomiya (1969)
Hiroshi Ninomiya (二宮 浩 Ninomiya Hiroshi?,  nacido el 11 de abril de 1969 en Kumamoto) es un exfutbolista japonés que se desempeñaba como delantero.

## Trayectoria

### Clubes
| Club           | País    | Año         |
| -------------- | ------- | ----------- |
| Urawa Reds     | Japón   | 1992 - 1994 |
| Danubio FC     | Uruguay | 1992        |
| Mito HollyHock | Japón   | 1995 - 1997 |